# Svatý Gilda
Svatý Gilda, anglicky Gildas), též Gilda Moudrý (cca 500 – 570), byl britonský klerik. Patří k nejlépe popsaným postavám křesťanství na Britských ostrovech tohoto období. Jeho učenost a literární styl mu vysloužily přídomek Gildas Sapiens (Gilda Moudrý). Jeho dílo De Excidio et Conquestu Britanniae, obsahující vyprávění o postřímské historii Británie je jediným dodnes dochovaným podstatným zdrojem o tomto období, vytvořeným téměř současníkem. Jako člen řádu ovšem ve svém vyprávění nenabízí nestranný pohled, nýbrž favorizuje ideál mnišství. Dochované fragmenty jeho dopisů pak dokazují, že vytvořil vlastní regule, o něco méně přísné než regule jeho současníka, sv. Davida, a ukládající za porušení přiměřené pokání.

## Život
Dochovaly se dva životopisy sv. Gildy. První z nich byl napsán mnichem v Rhuys v Bretagni, snad v 9. století, druhý napsal Caradoc z Llancarfanu, přítel a současník Geoffreyho z Monmouthu v polovině 12. století. Caradoc z Llancarfanu se ve svém životopise (napsaném nejspíše v LLancarfanu ve Walesu) ovšem nijak nezmiňuje o Gildově pobytu v Bretani; někteří historici (především Frank Reno) se proto domnívají, že Gilda z Británie a Gilda z Rhuys byly dvě odlišné osoby. Ostatní údaje v životopisech jsou ovšem shodné.

### Životopis z Rhuys
Starší z obou životopisů, napsaný v bretaňské obci Saint-Gildas-de-Rhuys neznámým písařem, uvádí, že Gilda byl syn Cauna (Cawa), krále v Alt Clut na Hen Ogleddu, britonsky mluvící oblasti severní Británie. Byl svěřen do péče sv. Illtuda v klášterní škole v Llanilltud Fawr. Zde se mu dostalo vzdělání spolu se Samsonem z Dolu a Paulem Aurelianem. Ve svých studiích pokračoval v Irenu. Někteří historici se domnívají, že Iren znamená Irsko, jejich oponenty reprezentuje například Andrew Breeze, který Iren lokalizoval v Cirencesteru. Po složení mnišských slibů se Gilda vrátil do Hen Ogleddu, aby kázal nepokřtěným. Podle životopisu jej měla svatá Brigidda (Brigita z Kildare, †524) požádat o něco na památku, načež pro ni Gilda odlil zvon. Ainmericus, velkokrál Irska (Ainmuire mac Sétnai, 566–569), jej údajně požádal o obnovení pořádku v církvi, což Gilda splnil. Poté odešel do Říma a Ravenny, odkud odcestoval do Bretaně, kde se usídlil na ostrově Rhuys, kde žil poustevnickým životem. Později zde vystavěl klášter. Na břehu řeky Blavet pak měl vystavět modlitebnu. Deset let po odchodu z Británie napsal knihu, v níž káral pět britských králů. Zemřel v Rhuys 29. ledna a jeho tělo bylo podle jeho přání uloženo do člunu a posláno po proudu. O tři měsíce později, 11. května byl člun s tělem nalezen v zátoce třemi muži. Gildovo tělo však neneslo známky rozkladu. Bylo přeneseno do Rhuys a tam pohřbeno.

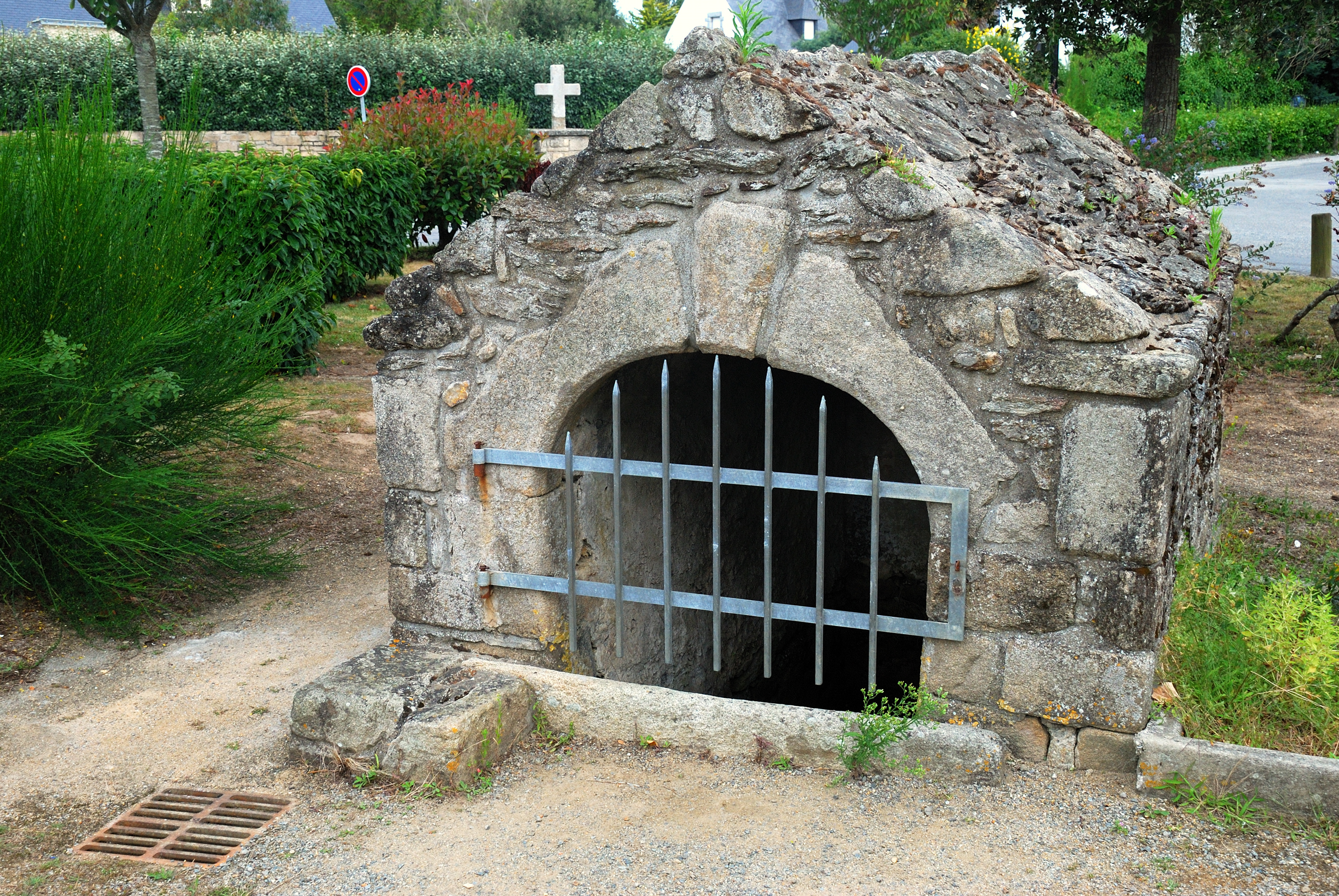
Pramen sv. Gildy v Saint-Gildas-de-Rhuys, Morbihan

### Životopis z Llancarfanu
Caradoc z Llancarfanu, který byl ovlivněn Geoffreyem z Monmouthu a jeho díly o normanských patronech, vycházel z Života Cadocova jako jednoho ze zdrojů, popisuje život sv. Gildy poněkud odlišně. Podle něj se Gildovi dostalo vzdělání v Galii, odkud odešel do poustevny zasvěcené Svaté trojici ve Streetu poblíž Glastonbury a po smrti byl pochován v glastonburském opatství.
Jedna z epizod životopisu vypráví, jak Gilda zasáhl do sporu mezi králem Artušem a králem Melwasem z „Letní země“ (Gwlad yr Haf, současné hrabství Somerset), který unesl a znásilnil Artušovu manželku Guinevere a uvěznil ji ve své tvrzi v Glastonbury, jež Artuš krátce nato oblehl. Sv. Gildovi se nicméně podařilo přesvědčit Melwase, aby Guinevere propustil, a oba králové se usmířili Toto je nejstarší dochované literární zpracování námětu únosu Guinevere, později populárního v artušovské literatuře. Životopis také zmiňuje, že Gildovi bratři se postavili proti Artušovi a odmítli jej uznat jako svého pána. Artuš poté pronásledoval a usmrtil Huaila ap Cawa, nejstaršího z bratří. Zpráva o smrti bratra zastihla Gildu v době, kdy kázal v Armaghu v Irsku. Také nepřátelství Huaila a Artuše se objevuje v jiných textech - například ve velšském příběhu Culhwch a Olwen, napsaném kolem roku 1100.
Podle údajů v Annales Cambriae by měl být Gilda současníkem krále Artuše. Jeho dílo se o něm ovšem nikde jménem nezmiňuje.

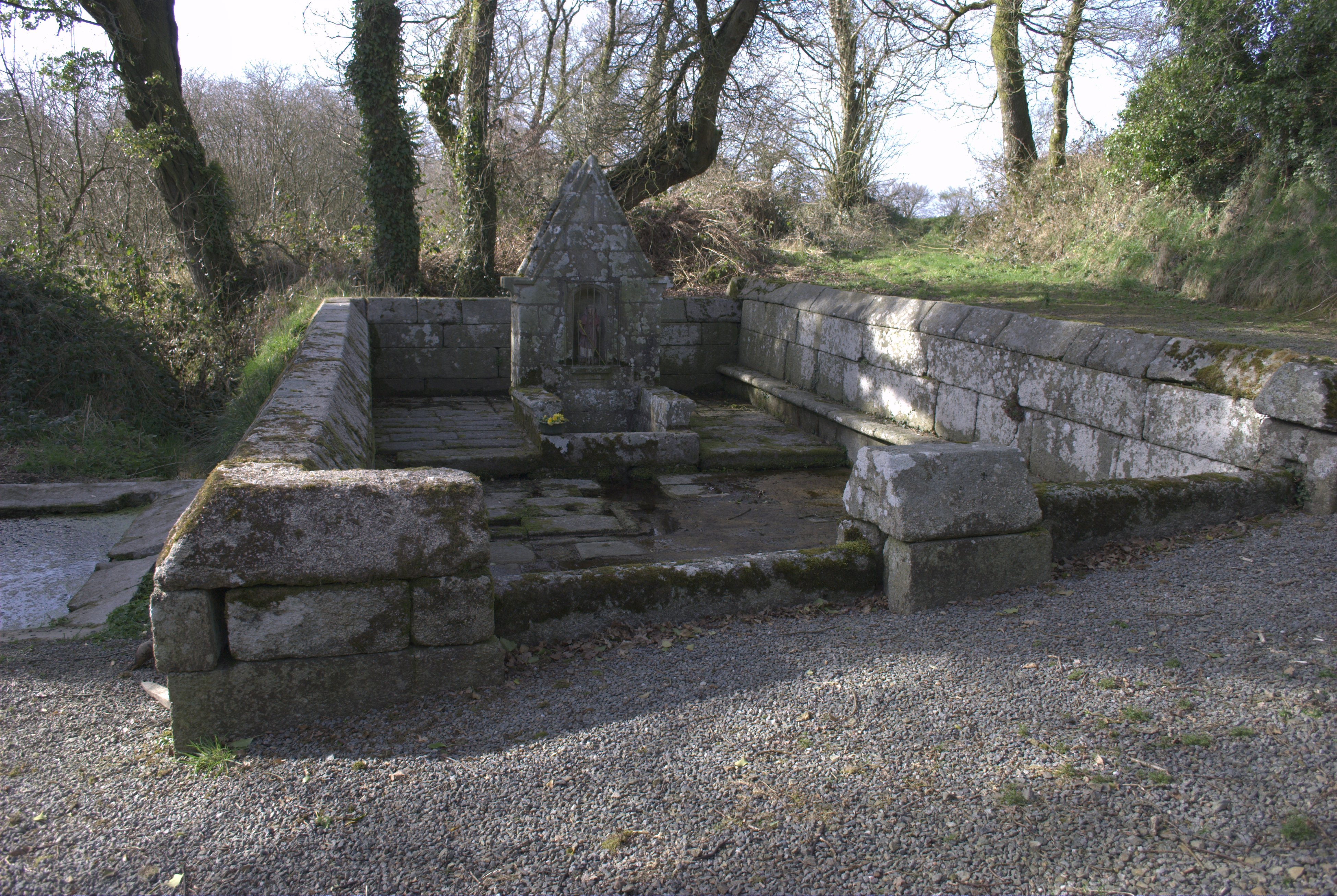
Pramen sv. Gildy, Magoar, Bretagne

### Další tradice
V severním Walesu je rozšířená tradice uvádějící jako místo popravy Huaila ap Cawa, Gildova bratra, Ruthin. Zde je součástí náměstí kámen, o němž se tvrdí, že byl použit právě ke stětí Huailovy hlavy. Jiný Gildův bratr, Celyn ap Caw, měl údajně žít na severovýchodě Anglesey.
Gildovi je připisován hymnus Lorica, (tedy Náprsní krunýř, Pancíř, Brnění), modlitba za vysvobození od Zla, obsahující prvky hispero-latinské.
V díle Bonedd y Saint je Gilda uveden jako otec tří synů a dcery. Nejprve jsou zmíněni Gwynnog ap Gildas a Noethon ap Gildas spolu s jejich sestrou Dolgar. Další syn, Tydech, je zmíněn později. Iolo Morganwg pak ještě uvádí sv. Cenydda.
Historik David Dumville tvrdí, že Gilda byl učitelem Finniana z Moville, který pak byl učitelem sv. Kolumby z Iony.

## De Excidio et Conquestu Britanniæ
Gildovo hlavní dílo De Excidio et Conquestu Britanniæ je kázání o třech částech, odsuzující činy jeho současníků, jak sekulárních, tak i církevních. První část se skládá z Gildova vysvětlení jeho díla a stručné historie římské Británie od jejího dobytí za principátu až do Gildovy doby. Popisuje činy Římanů a nářek Britonů volajících ještě naposled po vojenské pomoci od stažených římských jednotek. Tvrdě kritizuje Britony za jejich hříchy, současně však také oslavuje hrdiny jako Ambrosia Aureliana, kterého jako první autor popisuje jako vůdce odporu proti Sasům. Zmiňuje také vítězství v bitvě u hory Badon, později připisované Artušovi. Gilda sám ovšem jednoznačného velitele vojsk neuvádí.
Druhá část odsuzuje pět britských králů: Constantina, Aurelia Conana, Vortiporia, Cuneglase a Maelgwna. Jelikož se jedná o jedinou dochovanou zmínku o nich, napsanou v době jejich vlády, je tato část centrem zájmu historiků, zabývajících se britskou historií. Třetí část je podobným útokem na tehdejší klérus.